# Culicoides guarani
Culicoides guarani är en tvåvingeart som beskrevs av Ronderos och Gustavo R. Spinelli 1994. Culicoides guarani ingår i släktet Culicoides och familjen svidknott. Inga underarter finns listade i Catalogue of Life.